# Chelsea, Alabama
Chelsea là một thành phố thuộc quận Shelby, tiểu bang Alabama, Hoa Kỳ. Dân số năm 2009 là 4596 người, mật độ đạt 83 người/km².